# Afromethia brandbergensis
Afromethia brandbergensis là một loài bọ cánh cứng trong họ Cerambycidae.